# Tolar Grande

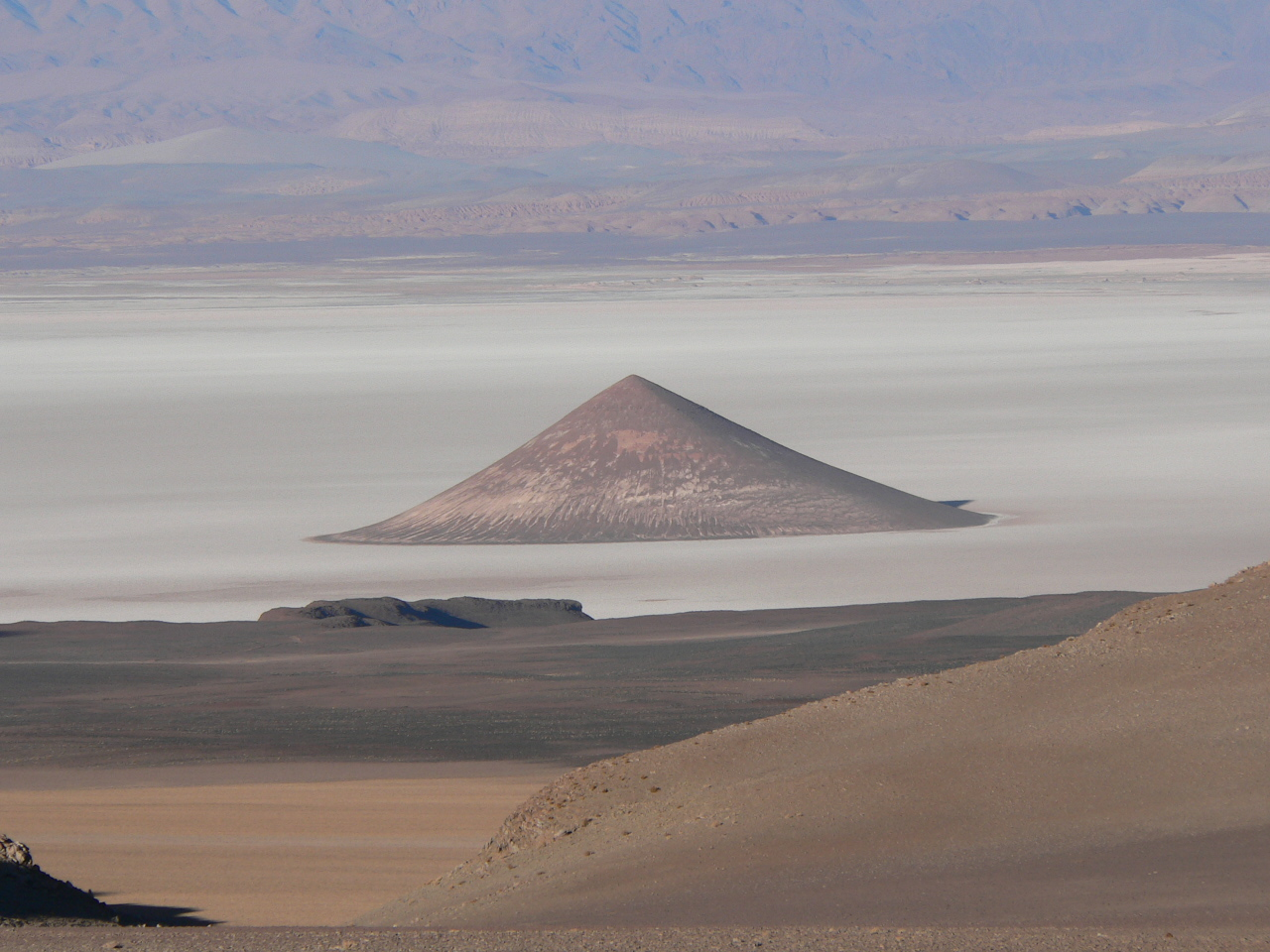
Cono de Arita en el Salar de Arizaro.

Tolar Grande es una pequeña localidad ubicada en la provincia de Salta, dentro del Departamento Los Andes, norte de la Argentina.
Se encuentra en pleno Altiplano salteño en el km 131 de la Ruta Provincial 27, sobre las vías del Ferrocarril General Belgrano del Ramal C14 que cruza a Chile por el Paso Internacional de Socompa. Tolar Grande se encuentra a 380 km desde la Ciudad de Salta y 214 km desde San Antonio de los Cobres.

## Toponimia
El topónimo es mixto indígena tola y español grande, aludiendo a la existencia natural en la zona de una gran cantidad de tolas, es decir de plantas xerófilas de la especie Baccharis incarum.

## Clima
El clima es el típico de la zona puna y más precisamente de la muy seca Puna de Atacama, con muy escasas precipitaciones, veranos de temperatura moderada e inviernos rigurosos. Una característica significativa es la gran amplitud térmica, que puede llegar a una diferencia de 30 °C entre la temperatura mínima y máxima de un mismo día.

## Población
Contaba con 119 habitantes (Indec, 2001), lo que no representa cambio significativo respecto a los 120 habitantes (Indec, 1991) del censo anterior.
Según estimaciones, hacia el año 2015 la población ascendía a 210 personas. Este notable incremento se debió a políticas impulsadas por las autoridades locales con el objeto de revertir el proceso de emigración y el consecuente despoblamiento.

## Historia
Tolar Grande tuvo su etapa de máxima expansión hacia la década de 1940. En esa época, la localidad constituía el extremo del ramal del ferrocarril hacia Chile, proyectado para unir la ciudad de Salta con la ciudad de Antofagasta. Se estima que en ese momento, en la localidad vivían alrededor de 5000 personas, dedicadas principalmente a la actividad ferroviaria.
Paralelamente, en ese período se encontraba en plena actividad la Mina La Casualidad, que transportaba los cargamentos de azufre desde Mina Julia hasta la estación ferroviaria de Tolar Grande, para desde allí ser enviados a su destino final.
La clausura de la mina, la interrupción del proyecto ferroviario y luego el cierre total del ramal produjeron el despoblamiento de la región, con el consecuente deterioro de las condiciones de vida de los pocos pobladores que decidieron no abandonar la localidad.

## Características del lugar
En sus cercanías existen "ojos de mar" donde se encuentran algunos de los pocos estromatolitos vivos de la actualidad en el mundo. Estos estromatolitos como otros encontrados también en la misma Puna de Atacama -región donde está ubicado Tolar Grande- son los únicos conocidos en el planeta Tierra que viven en alturas cercanas a los 4.000 metros, con condiciones ambientales presumiblemente muy semejantes a las que originaron los primeros seres vivos hace unos 3.500 millones de años.
En el año 1999 el pueblo ha cobrado cierta notoriedad por ser la localidad argentina más cercana al volcán Llullaillaco, donde fueron hallados los cuerpos de los "Niños de Llullaillaco".
Dentro de la región cercana a Tolar Grande existen algunos importantes proyectos de explotación minera metalífera, tales como Proyecto Lindero, Río Grande y Taca Taca, además de proyectos vinculados a la extracción de litio tales como Salar de Diablillos y Salar de Arizaro.

## Turismo
En Tolar Grande se ha impulsado un plan de fortalecimiento de la localidad a través de la creación de un proyecto de turismo rural comunitario, mediante el cual se intenta que la comunidad sea la responsable y beneficiaria directa de la actividad turística. En la práctica, esto implica que los servicios de guía, alojamiento y gastronomía son desarrollados por las familias del lugar, con criterio comunitario y cooperativo y con el apoyo de las autoridades municipales.
Anualmente, el tercer sábado del mes de noviembre, pobladores de la localidad realizan el ascenso al Cerro Macón (5500 m s. n. m. -18 044 pies-) donde se realizan ofrendas en agradecimiento a la pachamama.
En su cima existe una apacheta incaica por lo que está considerada como una "montaña sagrada".
En el año 2011 se crearon los Refugios Provinciales de Vida Silvestre, “Ojos de Mar” y “Laguna Socompa” con el objeto de preservar la flora y la fauna del lugar.
A unos 13 km de la localidad se encuentra el "Túnel del Hombre Muerto", una formación en forma de gruta de unos 180 m de extensión, en la cual se pueden observar estalactitas, columnas y otras extrañas formaciones salinas.

## Galería

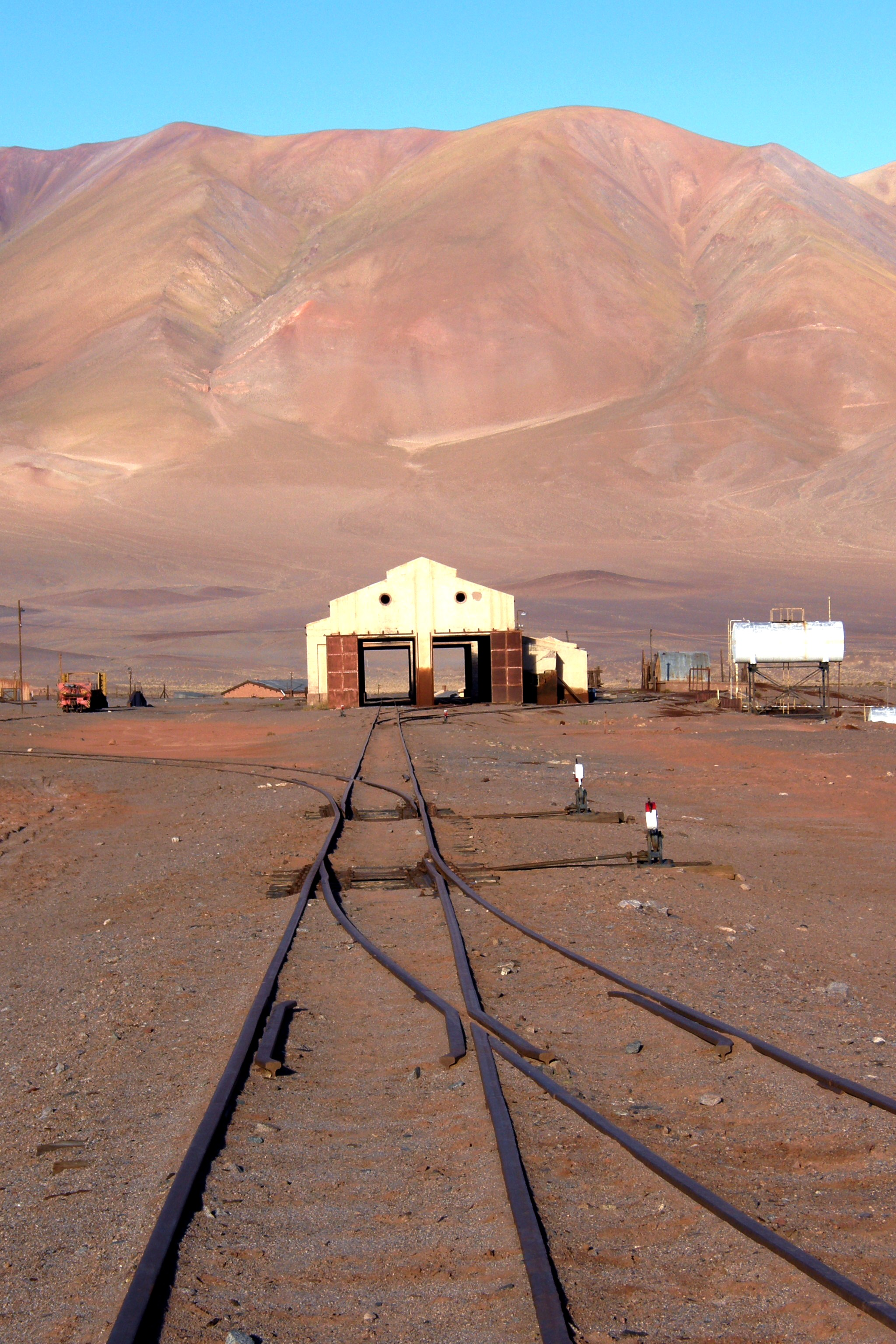
Estación Tolar Grande.
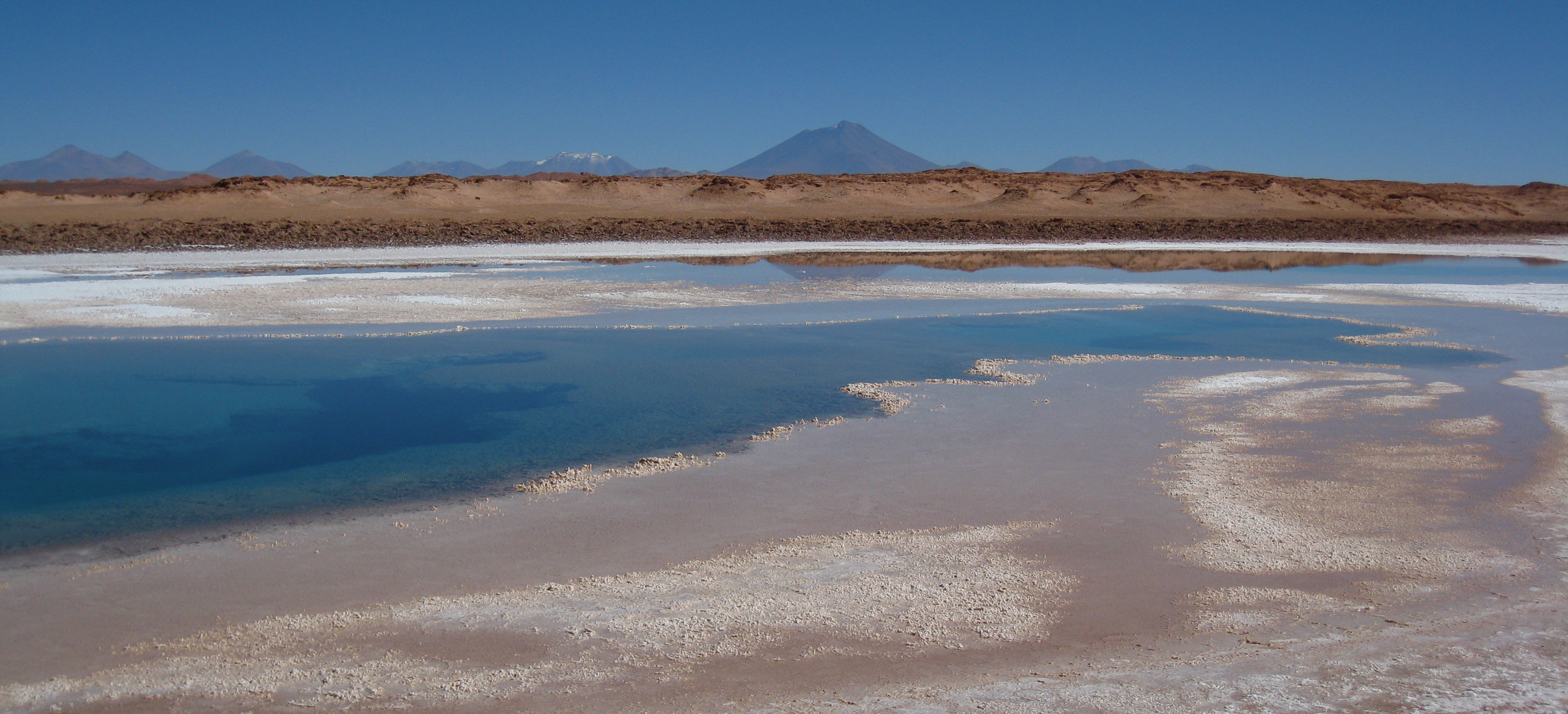
Ojo de mar en Salar de Arizaro, Tolar Grande.
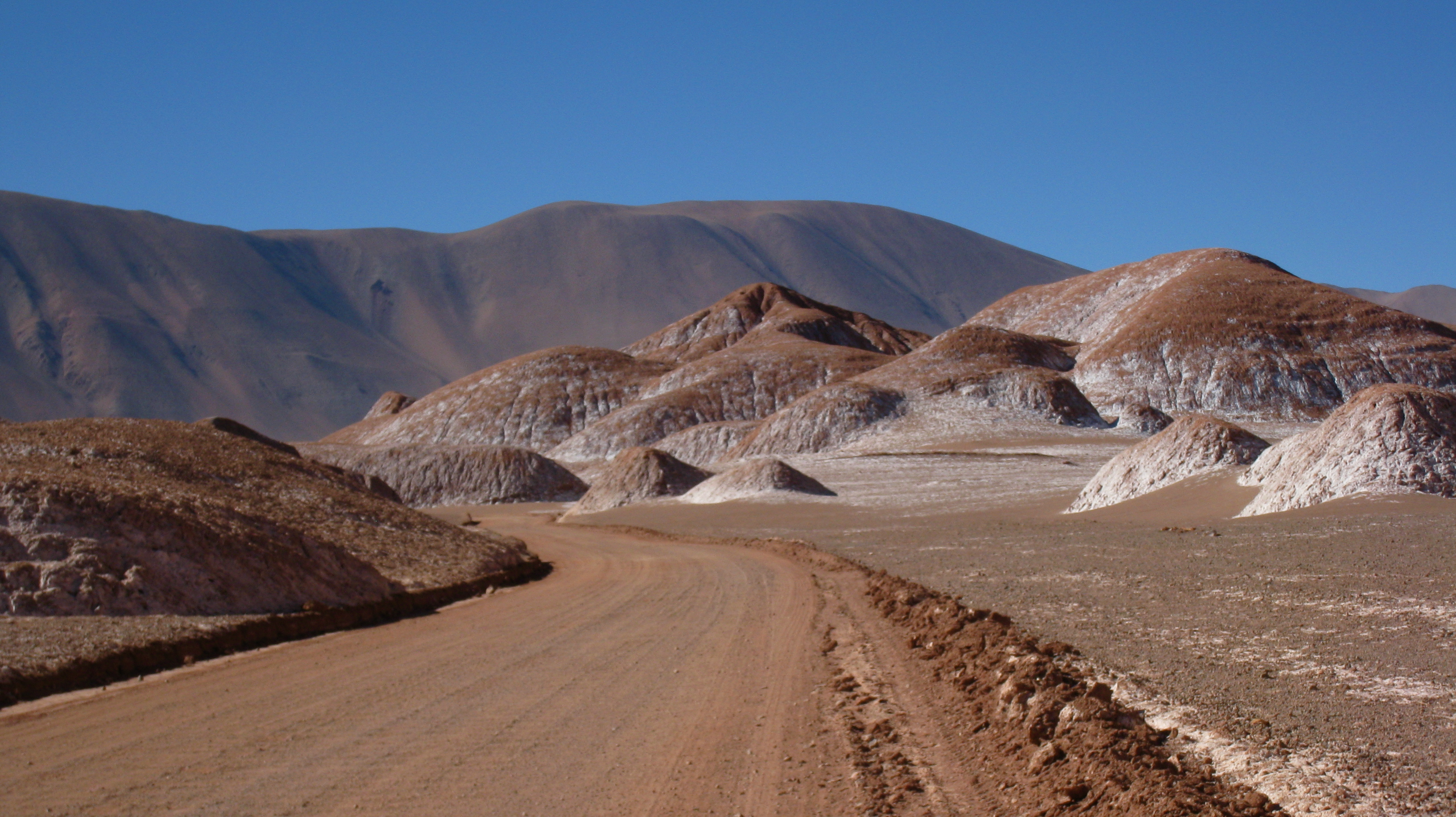
Camino a Tolar Grande.
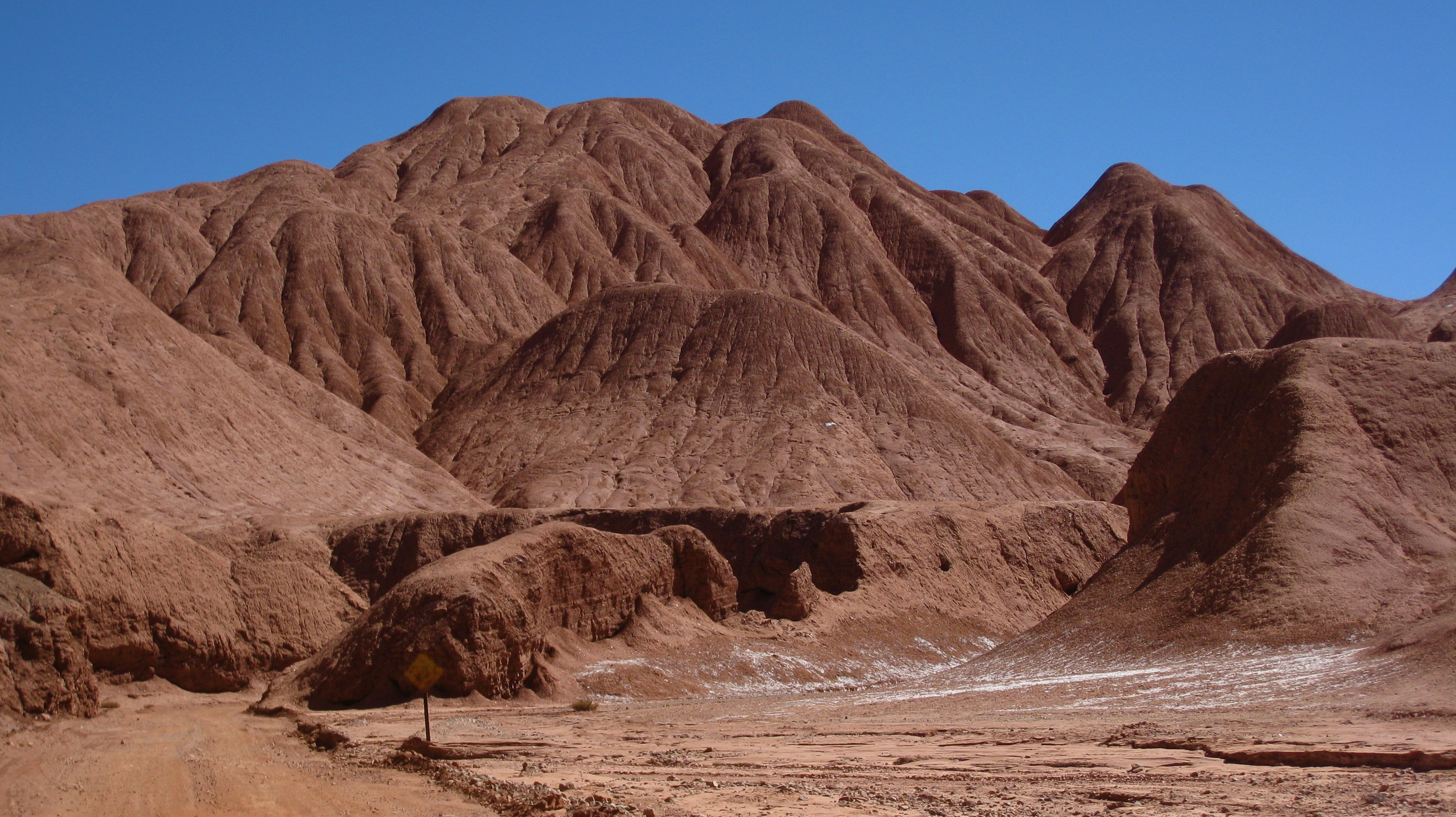
Montañas cercanas.
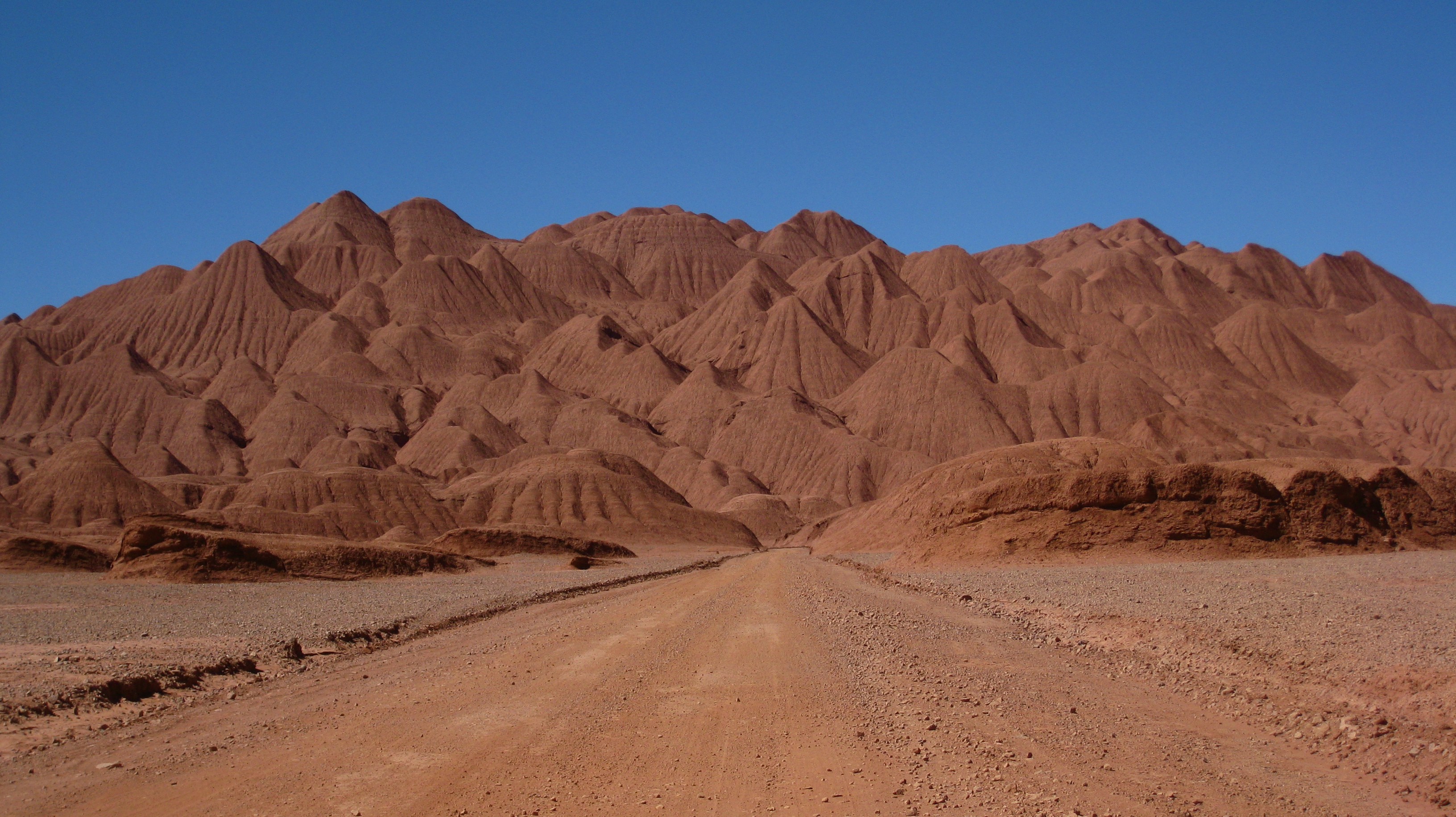
Cordón montañoso cercano a Tolar Grande.
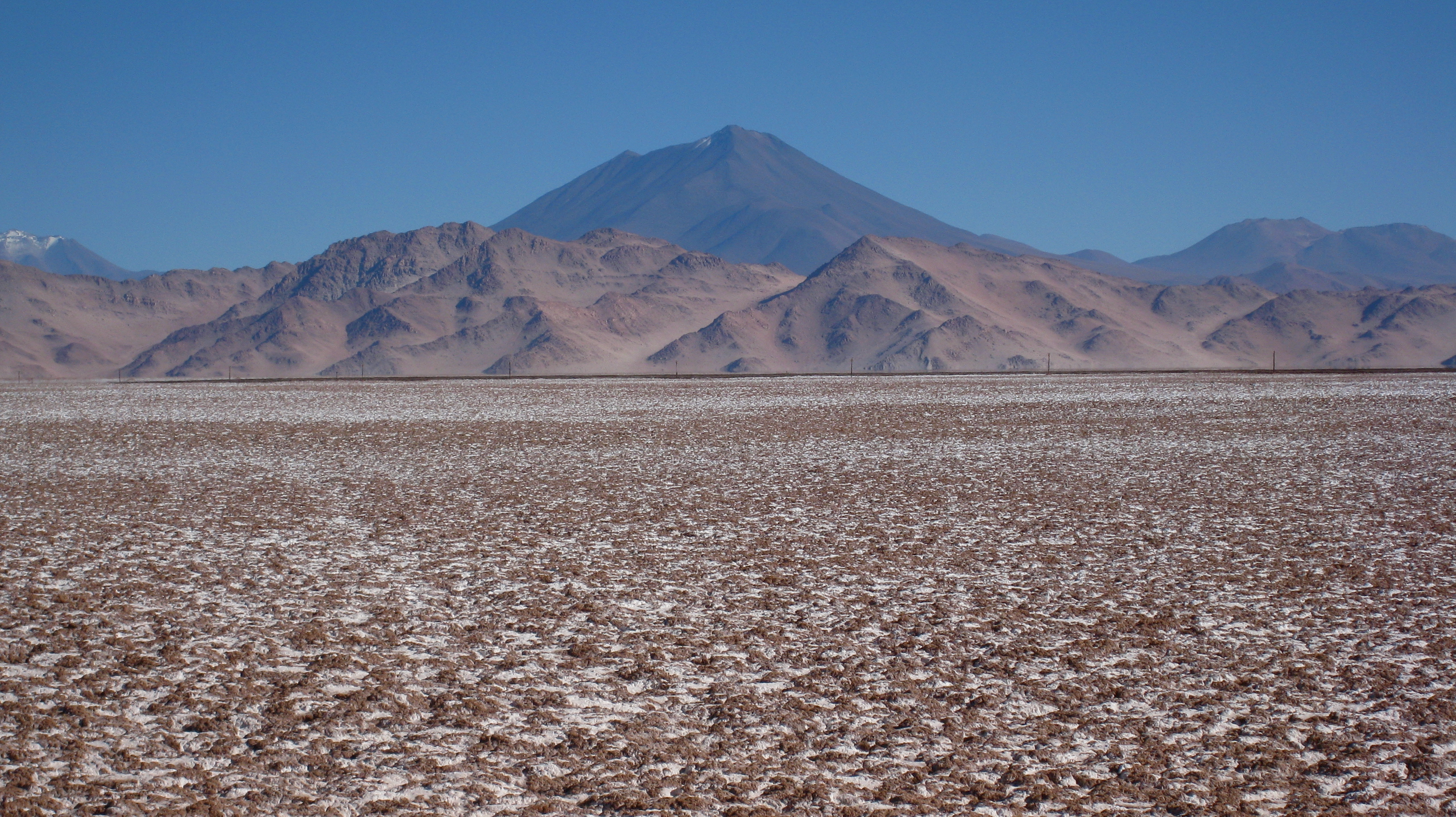
Volcán Aracar, cercano a Tolar Grande.